# Guilherme Rodrigues Moreira
Guilherme Rodrigues Moreira, meglio noto come Moreira (Alegre, 11 aprile 1987), è un calciatore brasiliano, centrocampista del Kabin United.